# Molenwindschaal
De molenwindschaal is in de achttiende eeuw ontworpen door Jan Noppen. Noppen introduceerde een 17-delige windschaal, waarbij molenwind 13–14 overeenkomt met 8 op de schaal van Beaufort. Noppen hield met zijn schaal rekening met de zeilvoering op het gevlucht (de wieken). Boven molenwind 14 was er geen zeil en kon alleen nog verder gemalen worden als het stormbord en eventueel ook nog de windborden verwijderd werden.
Later kwamen ook hiervan afgeleide schalen in gebruik en gebruikte bijvoorbeeld waarnemer Pieter de Leeuw in 1809 een gecombineerde 9-delige schaal waarin het effect van de wind op zeilschepen en op molens was meegenomen.
| Molenwindschaal | Omschrijving                | Effect op de wieken                                         |
| --------------- | --------------------------- | ----------------------------------------------------------- |
| 0               | Doodstil                    | Molens kunnen niet malen                                    |
| 1               | Doodstil                    | Als de molens even, maar zeer flauw omgaan                  |
| 2               | Slappe koelte               | Als de molens doorgaans zacht omgaan, doch doormalen        |
| 3–4             | Matige of doorgaande koelte | Als ze matig of redelijk stijf doormalen                    |
| 5–6             | Stijve koelte               | Als ze zo stijf doormalen, als zonder zwichten te wagen is  |
| 7–8             | Harde koelte                | Een vierde à een derde der zeilen is gezwicht; stijf omgaan |
| 9–10            | Sterke wind                 | Een half à twee derde der zeilen is gezwicht                |
| 11–12           | Zeer harde wind             | Drie vierde der zeilen is gezwicht                          |
| 13–14           | Stormig                     | Zonder enig zeil                                            |
| 15–16           | Doorgaande storm            | Als malen te gevaarlijk is                                  |
| 16+             | Zeer zware storm            | Als malen te gevaarlijk is                                  |